# Wolseley 45
Der Wolseley 45 war der einzige Pkw mit Dreizylindermotor von Wolseley. Er kam 1902 heraus und war das Spitzenmodell.
Er besaß einen Dreizylinder-Blockmotor mit 8442 cm³ Hubraum und seitlich stehenden Ventilen (sv), der bei 750 min−1 45 bhp (33 kW) abgab. Sein Fahrgestell hatte einen Radstand von 2591 mm.
Es ist nicht bekannt, wie lange dieses Modell hergestellt wurde und wie viele Exemplare verkauft wurden.